# Heliophorus scintillans
Heliophorus scintillans är en fjärilsart som beskrevs av Riley 1929. Heliophorus scintillans ingår i släktet Heliophorus och familjen juvelvingar. Inga underarter finns listade i Catalogue of Life.